# Nongshim
Nongshim Co., Ltd. (농심?, 農心?) è una società di cibo e bevande sudcoreana con sede a Seul. Nongshim è stata fondata nel 1965 con il nome di Lotte Food Industrial Company. Il nome fu cambiato in Nongshim nel 1978.
L'attuale logo è stato pubblicato nel 1991, che ha assunto la forma di un seme. Nel 2003, l'azienda passò a un sistema di holding e divenne una sussidiaria di Nongshim Holdings.
Alla fine del 2015, Nongshim ha guadagnato 2,57 miliardi di dollari in attività e 2,81 miliardi di won nelle vendite.
Gestisce 11 stabilimenti in tutto il mondo, ha filiali in Corea e all'estero e opera in oltre 100 paesi.
Nongshim è la più grande compagnia di ramyun e snack della Corea del Sud. I suoi prodotti includono ramyun, snack e acqua in bottiglia. I prodotti Nongshim sono ora disponibili in oltre 100 paesi.